# Fedele Fenaroli
Fedele Fenaroli (ur. 25 kwietnia 1730 w Lanciano, zm. 1 stycznia 1818 w Neapolu) – włoski kompozytor.

## Życiorys
Muzyki uczył się początkowo u swojego ojca, organisty w bazylice Santa Maria del Ponte w Lanciano. Następnie studiował w Conservatorio di Santa Maria di Loreto w Neapolu u Francesca Durante, Pietra Antonia Gallo i Leonarda Leo. W 1762 roku został drugim, a w 1777 roku pierwszym kapelmistrzem tegoż konserwatorium. Od 1807 roku wykładał kontrapunkt w nowo utworzonym Conservatorio San Pietro a Majella. Do jego uczniów należeli Domenico Cimarosa, Saverio Mercadante, Michele Carafa i Nicola Antonio Zingarelli.
Pisał głównie utwory religijne, był też autorem oper I due sediarii (wyst. Neapol 1759, zaginiona) i La distaffa degli Amaleciti (wyst. Chieti 1780). Napisał prace Regole musicali per i principianti di cembalo nel sonar coi numeri (Neapol 1775), Partimento ossia Basso numerato (Rzym 1800) i Studio del contrappunto (Rzym 1800).